# Plesiophrictus tenuipes
Plesiophrictus tenuipes is een spinnensoort uit de familie van de vogelspinnen (Theraphosidae).
De wetenschappelijke naam van de soort werd in 1899 gepubliceerd door Reginald Innes Pocock.